# 사카키 신지
사카키 신지(일본어: 榊 真二, 1957년 1월 23일 ~ )는 일본의 기업인으로, 도큐핸즈 대표이사 사장과 도큐부동산홀딩스 이사 부사장, 도큐리버블 대표이사 사장, 부동산유통경영협회 이사장 등을 역임했다.